# Cheick Condé
Cheick Condé (Conakri, 26 de julio de 2000) es un futbolista guineano que juega en la demarcación de centrocampista para el Venezia FC de la Serie B.

## Selección nacional
Hizo su debut con la selección de fútbol de Guinea el 25 de marzo de 2022 en un encuentro amistoso contra Sudáfrica que finalizó con un resultado de empate a cero.

## Clubes
| Club              | País            | Año       | Partidos | Goles |
| ----------------- | --------------- | --------- | -------- | ----- |
| FC Silon Táborsko | República Checa | 2019-2020 | 15       | 0     |
| FC Zlín           | República Checa | 2020-2022 | 68       | 0     |
| FC Zürich         | Suiza           | 2022-2025 | 97       | 2     |
| Venezia FC        | Italia          | 2025-     | 9        | 0     |